# Il territorio come ecomuseo

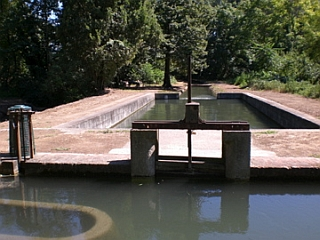
Il nodo idraulico delle Tombe morte - Tredici ponti di Genivolta, primo nucleo dell'ecomuseo del territorio della Provincia di Cremona

Il territorio come ecomuseo è un'iniziativa di educazione ambientale dell'amministrazione provinciale di Cremona per la conservazione, valorizzazione e promozione del proprio territorio.
L'ecomuseo della provincia di Cremona è costituito da una serie di nuclei territoriali, distribuiti su tutto il territorio della provincia, ciascuno dei quali è rappresentativo di una caratteristica tipica del paesaggio padano, come insediamenti, campi, vie d'acqua, centrali idroelettriche, e così via.
Si tratta di un museo diffuso, non collocato all'interno di un edificio: i vari nuclei sono segnalati da cartellonistica che spiega le peculiarità del sito.

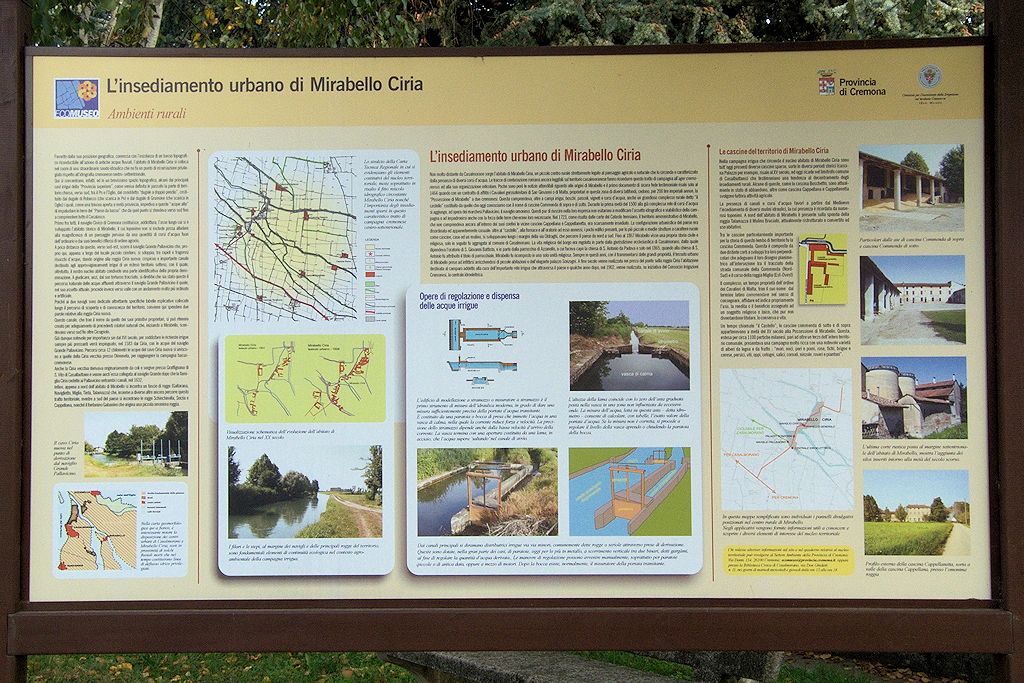
Esempio di cartellonistica, nello specifico riferita all'insediamento di Mirabello Ciria, frazione di Casalmorano

I nuclei attualmente visitabili sono:
- il nodo idraulico delle Tombe Morte;
- la strada romana Mediolanum - Cremona;
- l'insediamento urbano di San Rocco di Dovera;
- i prati del Pandinasco;
- le centrali idroelettriche di Mirabello Ciria e alla Rezza;
- i fontanili di Farinate;
- le vallecole d'erosione di Credera Rubbiano e Moscazzano;
- il pianalto di Romanengo;
- l'azienda agrituristica;
- i bastioni di Pizzighettone e il territorio rurale circostante;
- il monumento naturale dei Lagazzi di Piadena;
- la golena padana e il fenomeno dei bodri;
- gli argini del Po.
- le lanche fluviali del Po.
- l'impianto di sollevamento di Isola Pescaroli e la bonifica integrale.
- i campi baulati del Casalasco.
- la navigazione fluviale e i traghetti del Po.

## Pubblicazioni
Quaderni della collana Il territorio come ecomuseo, editi dalla Provincia di Cremona, Settore ambiente:
- Marco Baioni, Valerio Ferrari, Fausto Leandri, Il monumento naturale de "I Lagazzi" di Piadena, Provincia di Cremona, 2007
- Giovanni D'Auria, Elisa Mosconi, Agnese Visconti, Il nodo idraulico delle Tombe Morte, Provincia di Cremona, 2004
- Giovanni D'Auria, Elisa Mosconi, Agnese Visconti, I fontanili di Farinate, Provincia di Cremona, 2006
- Giovanni D'Auria, Elisa Mosconi, Agnese Visconti, La strada romana Mediolanum-Cremona, Provincia di Cremona, 2006
- Giovanni D'Auria, Elisa Mosconi, Agnese Visconti, L'insediamento urbano di San Rocco di Dovera, Provincia di Cremona, 2006
- Giovanni D'Auria, Elisa Mosconi, Agnese Visconti, I bastioni di Pizzighettone e il territorio rurale circostante, Provincia di Cremona, 2007
- Giovanni D'Auria, Elisa Mosconi, Agnese Visconti, Le Centrali idroelettriche di Mirabello Ciria e della Rezza, Provincia di Cremona, 2007
- Valerio Ferrari, Fausto Leandri, I prati del pandinasco, Provincia di Cremona, 2008
- Valerio Ferrari, Fausto Leandri, Il Pianalto di Romanengo, Provincia di Cremona, 2008
- Valerio Ferrari, Fausto Leandri, Le vallecole d'erosione di Credera-Rubbiano e Moscazzano, Provincia di Cremona, 2008
- Valerio Ferrari, Fausto Leandri, Clara Rita Milesi, I campi baulati del casalasco, Provincia di Cremona, 2008
- Valerio Ferrari, Fausto Leandri, Clara Rita Milesi, La golena padana e il fenomeno dei bodri, Provincia di Cremona, 2008
- Valerio Ferrari, Fausto Leandri, Alessandra Zametta, L'azienda agrituristica, Provincia di Cremona, 2008